# SK Telecom
SK Telecom (에스케이 텔레콤 / SK텔레콤?) è un operatore di telefonia mobile della Corea del Sud controllato dal gruppo SK. Tra le più grandi aziende del paese, nel 2008 SK Telecom era l'operatore leader in Corea con il 50,5% del mercato.
Offre anche una varietà di servizi internet, molti attraverso la sussidiaria SK Communications. Tra questi, Cyworld è uno dei più popolari servizi di blog nella Corea del sud e NateOn uno dei più popolari programmi di messaggistica istantanea.

## Storia
Nell'ottobre del 2000 SK Telecom divenne il secondo operatore nel mondo dietro NTT DoCoMo a lanciare servizi commerciali 3G usando la tecnologia W-CDMA. Nel gennaio 2002 seguì il lancio della rete EV-DO, offrendo un maggior incremento nella trasmissione dati. Nel maggio 2005 SK Telecom decise di vendere il 60% di SK Teletech a Pantech Curitel. Il 26 gennaio 2005 annunciò che aveva formato una joint-venture con EarthLink per formare un nuovo operatore telefonico chiamato Helio, un operatore mobile virtuale (MVNO) che usa la rete EVDO in affitto da Sprint. Nel 2006, SK Teletech cambiò nome in SKY e rimase come marchio della linea telefonica di Pantech Curitel. Quello stesso anno fu la prima società in Corea a offrire servizi e tecnologia HSDPA.